# 2020年東京オリンピックのボート競技

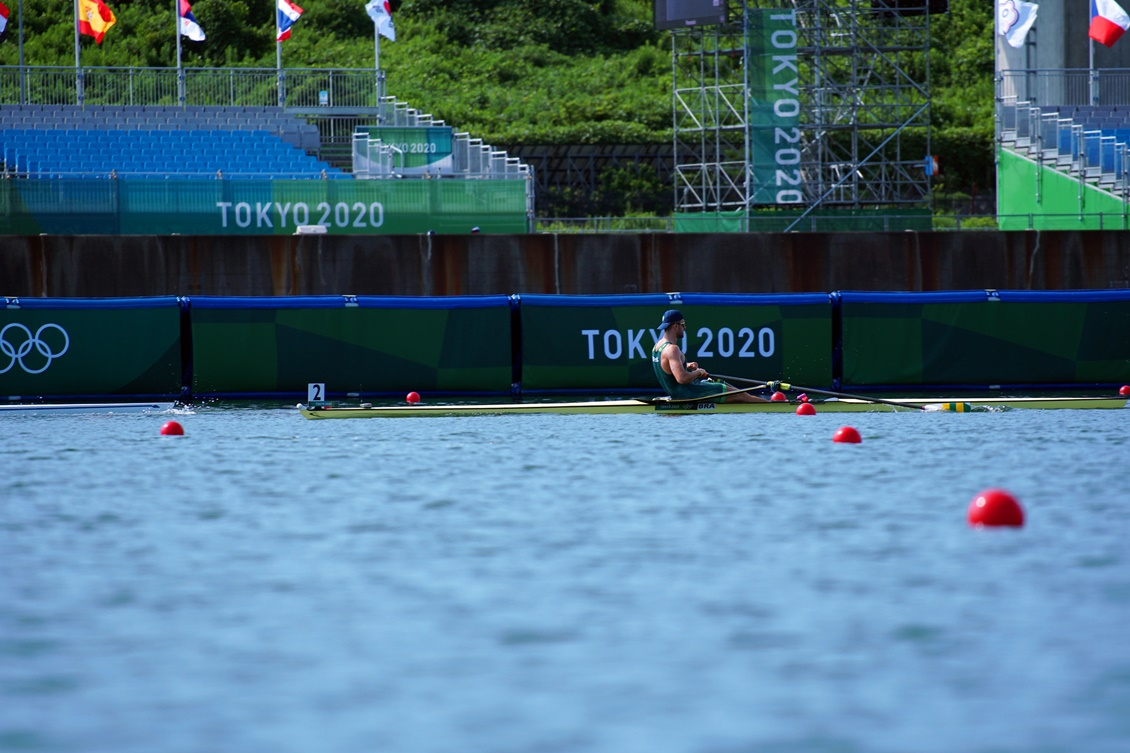

2020年東京オリンピックのボート競技（2020ねんとうきょうオリンピックのボートきょうぎ）は、国際ボート連盟が管轄し、2021年7月に海の森水上競技場で開催された。男女合計523名が参加。
なお、大会後の2023年に日本語の競技名が「ボート競技」から「ローイング競技」に変更された（詳細はローイング競技を参照）。

## 実施種目
前回大会の実施種目より男子軽量級舵手なしフォアが削減され、女子舵手なしフォアが追加されたことにより、男女とも同じ7種目ずつ実施される。女子舵手なしフォアは1992年バルセロナ大会以来2回目の実施となる。

## 出場枠
オッテンスハイム（オーストリア）で開催された2019年世界ボート選手権の結果で下記の出場枠が決まった。各種目には1か国から1チームずつしか出場できないため、1か国からは、男女それぞれ最大24名が出場できる。なお、2017年のルール改正により、舵手（コックス）は性別に関わらず、男女いずれの種目にも出場できることとなったため、オリンピックでは初めて男性の舵手が女子種目に、女性の舵手が男子種目に出場することができるようになった。
- シングルスカル：9名
- 舵手なしペア：11組
- ダブルスカル：11組
- 軽量級ダブルスカル：7組
- 舵手なしフォア：8チーム
- 舵手なしクォドルプル：8チーム
- エイト：5チーム

これとは別に、世界選手権で獲得した出場枠が2つ未満の国を対象にした大陸予選（シングルスカル：18名と軽量級ダブルスカル：9組が出場権を得る）が各地で行われたほか、2021年5月に世界最終予選（全種目2チームずつが出場権を得る）がルツェルン（スイス）で行われた。なお、シングルスカルのみ上記の他に男女2名ずつの招待枠と、男女1名ずつの開催国枠（予選でいずれの種目の出場権を得られなかった場合のみ）が存在するが、アジア・オセアニア予選の結果、女子軽量級ダブルスカルの大石綾美・冨田千愛組、男子シングルスカルの荒川龍太が出場権を獲得し代表選手に決まったため、不使用となった開催国枠はアジア・オセアニア予選からの出場枠に変更された。

## 競技日程
いずれの開催日も海の森水上競技場にて、午前中に競技が実施される。台風8号の接近により、7月26日と27日は競技中止となり、予定されていた競技は25日に前倒しや28日に延期となった。
| H    | R          | ¼        | ½      | F    |
| ---- | ---------- | -------- | ------ | ---- |
| 予選 | 敗者復活戦 | 準々決勝 | 準決勝 | 決勝 |

| 種目↓/日付 →         | 7/23 | 7/24 | 7/25 | 7/26 | 7/27 | 7/28 | 7/29 | 7/30 |
| -------------------- | ---- | ---- | ---- | ---- | ---- | ---- | ---- | ---- |
| シングルスカル       | H    | R    | ¼½   |      |      |      | ½    | F    |
| 舵手なしペア         |      | H    | R    |      |      | ½    | F    |      |
| ダブルスカル         | H    | R    | ½    |      |      | F    |      |      |
| 軽量級ダブルスカル   |      | H    | R    |      |      | ½    | F    |      |
| 舵手なしフォア       |      | H    | R    |      |      | F    |      |      |
| 舵手なしクォドルプル | H    |      | R    |      |      | F    |      |      |
| エイト               |      | H    |      |      |      | R    |      | F    |

## 参加国
- アルジェリア (2)
- アルゼンチン (2)
- オーストラリア (40→38)[注釈 1][注釈 2]
- オーストリア (3)
- ベラルーシ (5)
- ベルギー (2)
- ベナン (1)
- バミューダ (1)
- ブラジル (1)
- カナダ (29)
- チリ (2)
- 中国 (28)[注釈 2]
- コートジボワール (1)
- クロアチア (3)
- キューバ (1)
- チェコ (7)
- デンマーク (9)
- ドミニカ共和国 (1)
- エジプト (1)
- エストニア (4)
- フランス (12)
- ドイツ (24)
- イギリス (41)
- ギリシャ (4)
- グアテマラ (2)
- 香港 (1)
- ハンガリー (1)
- インド (2)
- インドネシア (2)
- イラン (1)
- イラク (1)
- アイルランド (13)
- イタリア (23→24)[注釈 3][14]
- 日本 (3)
- カザフスタン (1)
- クウェート (1)
- リビア (1)
- リトアニア (9)
- メキシコ (1)
- モナコ (1)
- モロッコ (1)
- ナミビア (1)
- オランダ (35)[注釈 4]
- ニュージーランド (32→30)[注釈 1][注釈 2]
- ニカラグア (2)
- ナイジェリア (1)
- ノルウェー (7)
- パラグアイ (1)
- ペルー (1)
- フィリピン (1)
- ポーランド (20)
- ポルトガル (2)
- プエルトリコ (1)
- カタール (1)
- ルーマニア (36)
- ROC (10)
- サウジアラビア (1)
- セルビア (3)
- シンガポール (1)
- 南アフリカ (6)
- 韓国 (1)
- スペイン (6)
- スーダン (1)
- スウェーデン (1)
- スイス (9)
- チャイニーズタイペイ (1)
- タイ (2)
- トーゴ (1)
- トリニダード・トバゴ (1)
- チュニジア (2)
- トルコ (1)
- ウガンダ (1)
- ウクライナ (2)
- アメリカ合衆国 (37)
- ウルグアイ (2)
- ウズベキスタン (2)
- バヌアツ (1)
- ベネズエラ (2)
- ベトナム (2)
- ジンバブエ (1)

1. 1 2  2名が2種目に出場したため予選で獲得した出場枠よりも出場選手が少ない
2. 1 2 3  女子エイトに男性の舵手が出場した
3. ↑  医学的な理由による棄権に伴い補欠選手が交代出場した
4. ↑  男子エイトに女性の舵手が出場した

## 競技形式
いずれの種目も距離は2000メートルで行われる。オールを右手と左手に1本ずつ持って漕ぐスカル種目はシングルスカル、ダブルスカル、軽量級ダブルスカル、舵手なしクォドルプルの4種目、オールを1人1本ずつ持って漕ぐスウィープ種目は舵手なしペア、舵手なしフォア、エイトの3種目である。エイトのみ漕手のほかに舵手が乗るため、合わせて9人の選手が出場する。軽量級ダブルスカルは男子は72.5kg以下かつ合計140.0kg以下、女子は59.0kg以下かつ合計114.0kg以下の体重制限がある。
シングルスカル
- 予選…各組上位3艇（計18艇）は準々決勝に進出する。残りの艇は敗者復活戦に出場する。
  - 敗者復活戦…各組上位2艇（計6艇）は準々決勝に進出する。残りの艇は準決勝E/Fに出場する。
  - 準決勝E/F・決勝E＆F…準決勝E/Fの各組上位3艇（計6艇）は決勝E、残りの艇は決勝Fに出場する。
- 準々決勝…各組上位3艇（計12艇）は準決勝A/Bに進出する。残りの艇は準決勝C/Dに出場する。
  - 準決勝C/D・決勝C＆D…準決勝C/Dの各組上位3艇（計6艇）は決勝C、残りの艇は決勝Dに出場する。
- 準決勝A/B・決勝A＆B…準決勝A/Bの各組上位3艇（計6艇）は決勝A、残りの艇は決勝Bに出場する。

舵手なしペア・ダブルスカル・軽量級ダブルスカル
- 予選…各組上位3艇（計9艇）は準決勝A/Bに進出する。残りの艇は敗者復活戦に出場する。
  - 敗者復活戦…上位3艇は準決勝A/Bに進出する。残りの艇は敗退となる。
- 準決勝A/B・決勝A＆B…準決勝A/Bの各組上位3艇（計6艇）は決勝A、残りの艇は決勝Bに出場する。

舵手なしフォア・舵手なしクォドルプル
- 予選…各組上位2艇（計4艇）は決勝Aに進出する。残りの艇は敗者復活戦に出場する。
  - 敗者復活戦・決勝B…上位2艇は決勝Aに進出する。残りの艇は決勝Bに出場する。
- 決勝A

エイト
- 予選…各組上位1艇（計2艇）は決勝に進出する。残りの艇は敗者復活戦に出場する。
  - 敗者復活戦…上位4艇は決勝に進出する。残りの艇は敗退となる。
- 決勝

## 競技結果

### 男子
| 種目                 | 金 | 金         | 銀 | 銀      | 銅 | 銅      |
| -------------------- | --- | ---------- | --- | ------- | --- | ------- |
| シングルスカル       | ステファノス・ドゥスコス ギリシャ (GRE) | 6:40.45 OB | ヒェティル・ボルク ノルウェー (NOR) | 6:41.66 | ダミル・マルティン クロアチア (CRO) | 6:42.58 |
| 舵手なしペア         | クロアチア (CRO) マルティン・シンコビッチ バレント・シンコビッチ | 6:15.29    | ルーマニア (ROU) マリウス・コズミウク チプリアン・トゥドサ | 6:16.58 | デンマーク (DEN) フレデリク・ビュスタベル ヨアキム・ストン | 6:19.88 |
| ダブルスカル         | フランス (FRA) ユーゴ・ブシェロン マチュー・アンドロディアス | 6:00.33 OB | オランダ (NED) メルビン・トウェラー ステファン・ブルーニンク | 6:00.53 | 中国 (CHN) 劉治宇 張亮 | 6:03.63 |
| 軽量級ダブルスカル   | アイルランド (IRL) フィンタン・マッカーシー ポール・オドノバン | 6:06.43    | ドイツ (GER) ヨナタン・ロンメルマン ジェーソン・オズボーン | 6:07.29 | イタリア (ITA) ステファノ・オッポ ピエトロ・ルタ | 6:14.30 |
| 舵手なしフォア       | オーストラリア (AUS) アレクサンダー・パーネル スペンサー・タリン ジャック・ハーグリーブズ アレクサンダー・ヒル                                                                                            | 5:42.76 OB | ルーマニア (ROU) ミハイツァ・チガネスク ムグレル・バシレ・セムチュク シュテファン・ベラリウ コスミン・パスカリ                                                                                            | 5:43.13 | イタリア (ITA) マッテオ・カスタルド マルコ・ディ・コスタンツォ マッテオ・ロード ジュゼッペ・ビチーノ ブルーノ・ロゼッティ                                                                                             | 5:43.60 |
| 舵手なしクォドルプル | オランダ (NED) ルカス・テオドール・ディルク・アイテンボハールト アベ・ウィールスマ トネ・ウィーテン クーン・メツェマカース                                                                                | 5:32.03 WB | イギリス (GBR) ハリー・リースク アンガス・グルーム トーマス・バラス ジャック・ボーモント | 5:33.75 | オーストラリア (AUS) ジャック・クリアリー ケイレブ・アンティル キャメロン・ガードルストーン リューク・レッチャー | 5:33.97 |
| エイト               | ニュージーランド (NZL) トーマス・マキントッシュ ハミシュ・ボンド トム・マレー マイケル・ブレイク ダニエル・ウィリアムソン フィリップ・ウィルソン ショーン・カーカム マット・マクドナルド サム・ボスワース | 5:24.64    | ドイツ (GER) ヨハネス・ワイセンフェルト ラウリツ・フォラート オラフ・ロゲンサック トルベン・ヨハネゼン ヤコプ・シュナイダー マルテ・ヤクシク リヒャルト・シュミット ハネス・オツィク マルティン・ザウアー | 5:25.60 | イギリス (GBR) ジョシュア・ブガイスキー ジェイコブ・ドーソン トーマス・ジョージ モハメド・スビヒ チャールズ・エルウェス オリバー・ウィン＝グリフィス ジェームズ・ラドキン トーマス・フォード ヘンリー・フィールドマン | 5:25.73 |

### 女子
| 種目                 | 金 | 金         | 銀 | 銀      | 銅 | 銅      |
| -------------------- | --- | ---------- | --- | ------- | --- | ------- |
| シングルスカル       | エマ・トウィグ ニュージーランド (NZL) | 7:13.97 OB | ハンナ・プラカチェニ ROC (ROC) | 7:17.39 | マクダレナ・ロブニヒ オーストリア (AUT)                                                                | 7:19.72 |
| 舵手なしペア         | ニュージーランド (NZL) グレイス・プレンダーギャスト ケリー・ガウラー | 6:50.19    | ROC (ROC) バシリサ・ステパノワ エレーナ・オリアビンスカヤ | 6:51.45 | カナダ (CAN) ケイリー・フィルマー ヒラリー・ヤンセンス                                                 | 6:52.10 |
| ダブルスカル         | ルーマニア (ROU) アンクツァ・ボドナル シモナ・ラディシュ | 6:41.03 OB | ニュージーランド (NZL) ブルック・ドノヒュー ハンナ・オズボーン | 6:44.82 | オランダ (NED) ロース・デ・ヨング リサ・スケーナールト                                                 | 6:45.73 |
| 軽量級ダブルスカル   | イタリア (ITA) バレンティーナ・ロディーニ フェデリカ・チェザリーニ | 6:47.54    | フランス (FRA) ローラ・タラントラ クレール・ボベ | 6:47.68 | オランダ (NED) マリーケ・カイサー イルセ・パウリス                                                     | 6:48.03 |
| 舵手なしフォア       | オーストラリア (AUS) ルーシー・ステファン ローズマリー・ポーパ ジェシカ・モリソン アナベル・マキンタイア | 6:15.37 OB | オランダ (NED) エレン・ホヘルウェルフ カロリーン・フロレイン イムキエ・クレフェリング フェロニケ・メースター                                                                                      | 6:15.71 | アイルランド (IRL) アフリック・キーオ イーマ・ラム フィオナ・マータ エミリー・ヘガティー               | 6:20.46 |
| 舵手なしクォドルプル | 中国 (CHN) 陳雲霞 張霊 呂揚 崔暁桐 | 6:05.13 WB | ポーランド (POL) アグニエシュカ・コブス＝ザボイスカ マルタ・ビエリチコ マリア・サイダク カタジナ・ジルマン                                                                                        | 6:11.36 | オーストラリア (AUS) リア・トンプソン ロウィナ・メレディス ハリエット・ハドソン ケイトリン・クローニン | 6:12.08 |
| エイト               | カナダ (CAN) リサ・ロマン カシア・グルチャラ＝ウェシアースキー クリスティーン・ローパー アンドレア・プロスク スザンヌ・グレーンジャー マディソン・メイリー シドニー・ペイン アバロン・ワストニーズ クリステン・キット | 5:59.13    | ニュージーランド (NZL) エラ・グリーンスレイド エマ・ダイク ルーシー・スプーアズ ケルシー・ベバン グレース・プレンダーギャスト ケリ・ガウラー ベス・ロス ジャッキー・ガウラー ケイレブ・シェパード | 6:00.04 | 中国 (CHN) 王子鳳 王宇微 徐菲 苗甜 張敏 巨蕊 李晶晶 郭淋淋 張徳常                                      | 6:01.21 |

## 国・地域別のメダル獲得数
| 順   | 国・地域               | 金 | 銀 | 銅 | 計 |
| ---- | ---------------------- | -- | -- | -- | -- |
| 1    | ニュージーランド (NZL) | 3  | 2  | 0  | 5  |
| 2    | オーストラリア (AUS)   | 2  | 0  | 2  | 4  |
| 3    | オランダ (NED)         | 1  | 2  | 2  | 5  |
| 4    | ルーマニア (ROU)       | 1  | 2  | 0  | 3  |
| 5    | フランス (FRA)         | 1  | 1  | 0  | 2  |
| 6    | 中国 (CHN)             | 1  | 0  | 2  | 3  |
| 6    | イタリア (ITA)         | 1  | 0  | 2  | 3  |
| 8    | カナダ (CAN)           | 1  | 0  | 1  | 2  |
| 8    | クロアチア (CRO)       | 1  | 0  | 1  | 2  |
| 8    | アイルランド (IRL)     | 1  | 0  | 1  | 2  |
| 11   | ギリシャ (GRE)         | 1  | 0  | 0  | 1  |
| 12   | ドイツ (GER)           | 0  | 2  | 0  | 2  |
| 12   | ROC (ROC)              | 0  | 2  | 0  | 2  |
| 14   | イギリス (GBR)         | 0  | 1  | 1  | 2  |
| 15   | ノルウェー (NOR)       | 0  | 1  | 0  | 1  |
| 15   | ポーランド (POL)       | 0  | 1  | 0  | 1  |
| 17   | オーストリア (AUT)     | 0  | 0  | 1  | 1  |
| 17   | デンマーク (DEN)       | 0  | 0  | 1  | 1  |
| 合計 | 合計                   | 14 | 14 | 14 | 42 |

## 備考
- 東京都では新型コロナ感染拡大による緊急事態宣言が行われていたため、全ての競技が無観客で行われた。